# خدای سفید
خدای سفید (مجاری: Fehér isten) فیلمی درام به کارگردانی کورنل موندروتسو است که در سال ۲۰۱۴ منتشر شد. این فیلم برنده جایزه بخش نوعی نگاه جشنواره فیلم کن ۲۰۱۴ شد. این فیلم همچنین به عنوان نماینده مجارستان جهت جایزه اسکار بهترین فیلم خارجی زبان معرفی شد که نتوانست جزو نامزدهای نهایی قرار بگیرد.

## داستان
این فیلم روایتی تمثیلی درباره‌ی سگ‌هایی است که به خاطر رفتار تحقیرآمیز و خشونت بار صاحبان سفیدشان و مقامات شهری، دست به شورش می‌زنند و به خیابان‌ها می‌ریزند و انتقام خود را از پلیس، مأموران شهرداری و اربابان خود می‌گیرند. در این میان نیز سگی وجود دارد که صاحبش را گم کرده و به دنبال او به جریان این شلوغی‌ها وارد می‌شود.